# Lono

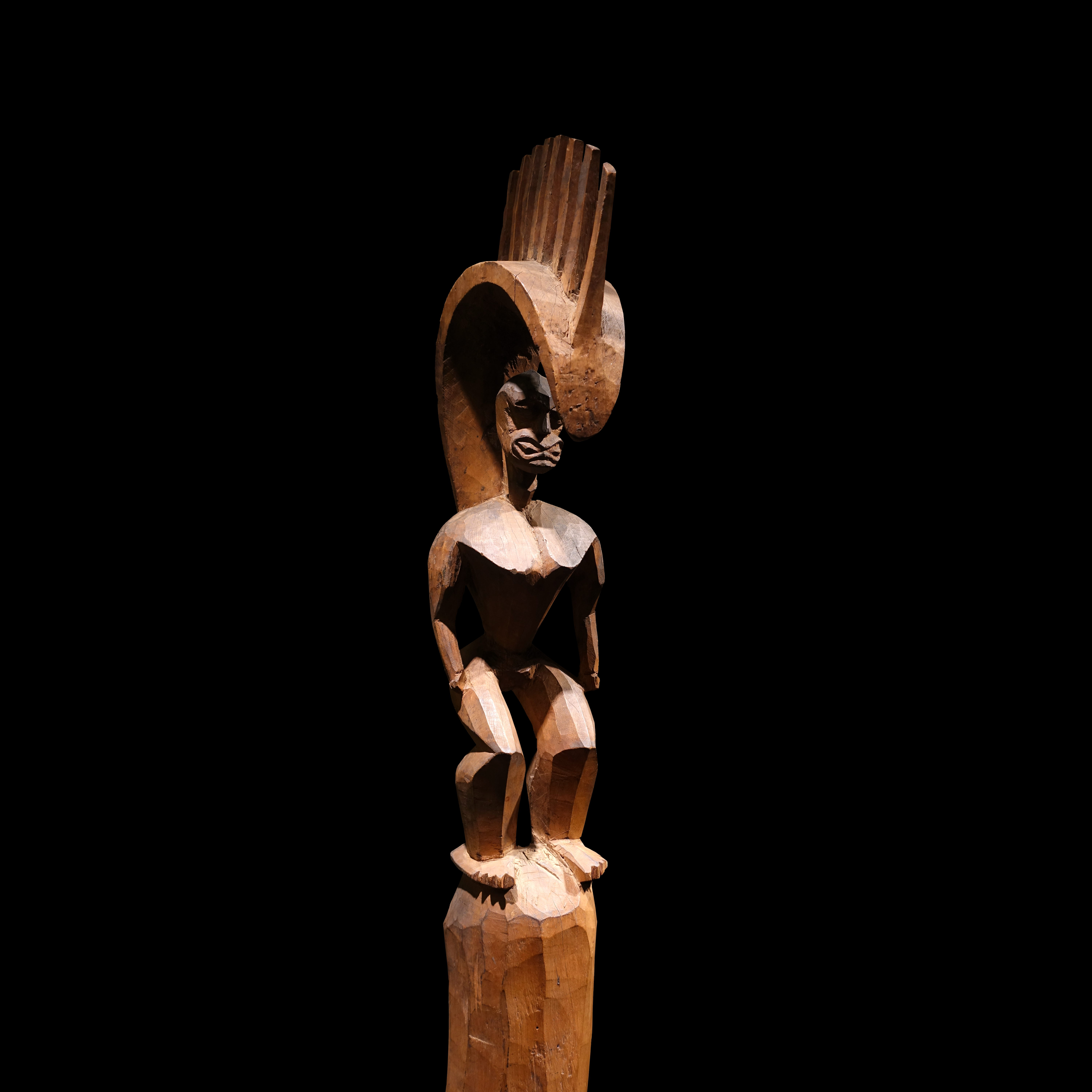

En la mitología hawaiana, Lono es el dios de la fertilidad y de la música que bajó a la Tierra en un arcoíris para casarse con Laka. En la tradición agraria y la siembra, se identifica a Lono con la lluvia y los productos alimenticios. Era uno de los cuatro dioses (con Kū, Kāne y su hermano gemelo Kanaloa) que existía antes de la creación del mundo. Lono era también el dios de la paz. El gran festival de Makahiki se celebraba todos los años en su honor. Durante este periodo (de octubre a febrero), todo el combate o tarea innecesaria era kapu.

## Lono y la muerte del Capitán Cook
Algunos hawaianos creían que el Capitán James Cook era Lono que había regresado y es probable que este hecho contribuyera en último término a la muerte de Cook (véase James Cook - Tercer viaje (1776-1779)).  No obstante, no está claro si a Cook le tomaron por el dios Lono o por una de varias figuras históricas o legendarias a las que también se hacía alusión como Lono-i-ka-Makahiki. Según Beckwith, existía también una tradición según la cual realmente se había producido una manifestación humana del dios Lono, que estableció juegos y quizá el impuesto anual y que luego partió a  "Kahiki," prometiendo volver "por mar en las canoas ʻAuwaʻalalua" de acuerdo con la glosa. "Un hombre de guerra español" traduce la reina, aludiendo a la tradición de la llegada de un galeón español fuera de su rumbo en los primeros momentos de la exploración del Pacífico; Pukui ofrece una traducción más literal para ʻAu[hau]-waʻa-l[o]a-lua, "una enorme canoa doble".  La madre honró al hijo de Keawe, que quizá muy oportunamente había nacido durante el Makahiki, dándole el nombre de Lono-i-ka-Makahiki, viendo quizá en el niño un símbolo del prometido regreso del dios (Beckwith 1951).
"Existe otro Lono-i-ka-makahiki anterior, de la línea ʻUmi de jefes gobernantes de Hawái, más conocido en la historia legendaria de Hawái. Este Lono nació y se crio no lejos del lugar en el que reposaban los restos de Keawe y de sus  descendientes, entrelazados en una especie de cesta con los de sus antepasados desde los tiempos de Liloa, cerca del lugar en el que se encuentra la tumba del Capitán Cook, un monumento a un visitante valiente pero demasiado despótico de una raza aristocrática como la polinesia. Este Lono cultivó las artes de la guerra y de la palabra, famoso por esquivar flechas y experto en adivinanzas. Puede que contribuyera también en las pruebas de habilidad que se celebraban en la ceremonia del Makahiki" (Beckwith 1951).
"Resulta no obstante, poco probable que cualquiera de estos gobernantes tardíos de la línea ʻUmi fuera el Lono cuya marcha se recordaba en el festival de Makahiki festival y cuyo "regreso" anticipaban ansiosos los sacerdotes del culto a Lono en Hawái. Ambos nacieron en Hawái y ninguna de sus leyendas habla de que partieran con la promesa de volver.  Un candidato más plausible para la personificación divina es el legendario Laʻa-mai-Kahiki, "El sagrado de Tahití," que pertenece a un periodo varios cientos de años anterior, antes de que se rompieran las relaciones con los grupos del sur.  Laʻa llegó siendo un miembro más joven de la familia Moikeha del norte de Tahití, algunos de cuyos miembros mayores se habían establecido ya dentro del grupo hawaiano. Trajo consigo el pequeño tambor y la flauta del baile del hula. Al pasar su canoa junto a la costa, la gente escuchó el sonido de la flauta y el ritmo del nuevo tambor y dijo: "¡Es el dios Kupulupulu!" y le llevaron ofrendas.  Kupulupulu es Laka, venerado como dios del hula con la forma del árbol de lehua en flor y acogido también como dios de la fertilidad de las plantas silvestres gracias a las que habían subsistido los primeros pobladores y de la que seguían subsistiendo hasta cierto punto durante los fríos meses invernales antes de que se pudiera recoger la siembra de los alimentos básicos.  Este Laʻa-mai-kahiki tomó esposas en varios distritos, sobre todo en Oahu, fuerte del culto a Lono, de quien algunas familias de la actualidad afirman proceder.  Parece que partió de regreso a Tahití al menos una vez antes de su marcha final.  La estancia de este viajero, perteneciente a una gran familia venida del sur, que llegó como un dios, enriqueció el festival de Año Nuevo con juegos y representaciones, que probablemente estableció la colecta de tributos al modelo sureño y que marchó dejando tras de sí una leyenda de personificación divina, lleva a pensar en una aparición mucho más temprana del Lono del Makahiki en cuyo nombre se dedicaba el cántico de Kumulipo al infante heredero de Keawe" (Beckwith 1951).